# Koválovice-Osíčany
Obec Koválovice-Osíčany se nachází v okrese Prostějov v Olomouckém kraji. Žije zde 262 obyvatel. Skládá se ze dvou částí: Koválovic u Tištína a Osíčan.

## Historie
První písemná zmínka o obci pochází z roku 1349.

## Obyvatelstvo

### Struktura
Vývoj počtu obyvatel za celou obec i za jeho jednotlivé části uvádí tabulka níže, ve které se zobrazuje i příslušnost jednotlivých částí k obci či následné odtržení.
| Místní části   | Místní části            | 1869 | 1880 | 1890 | 1900 | 1910 | 1921 | 1930 | 1950 | 1961 | 1970 | 1980 | 1991 | 2001 | 2011 |
| -------------- | ----------------------- | ---- | ---- | ---- | ---- | ---- | ---- | ---- | ---- | ---- | ---- | ---- | ---- | ---- | ---- |
| Počet obyvatel | část Koválovice-Osíčany | 424  | 450  | 469  | 466  | 483  | 505  | 515  | 411  | 408  | 384  | 331  | 315  | 284  | 295  |
| Počet domů     | část Koválovice-Osíčany | 79   | 92   | 97   | 96   | 98   | 102  | 112  | 120  | 114  | 113  | 104  | 126  | 128  | 121  |

## Pamětihodnosti
- Kaplička svatého Dominika na návsi
- Kaplička Panny Marie na návsi
- Kamenná socha u silnice z Koválovic do Tištína

## Galerie

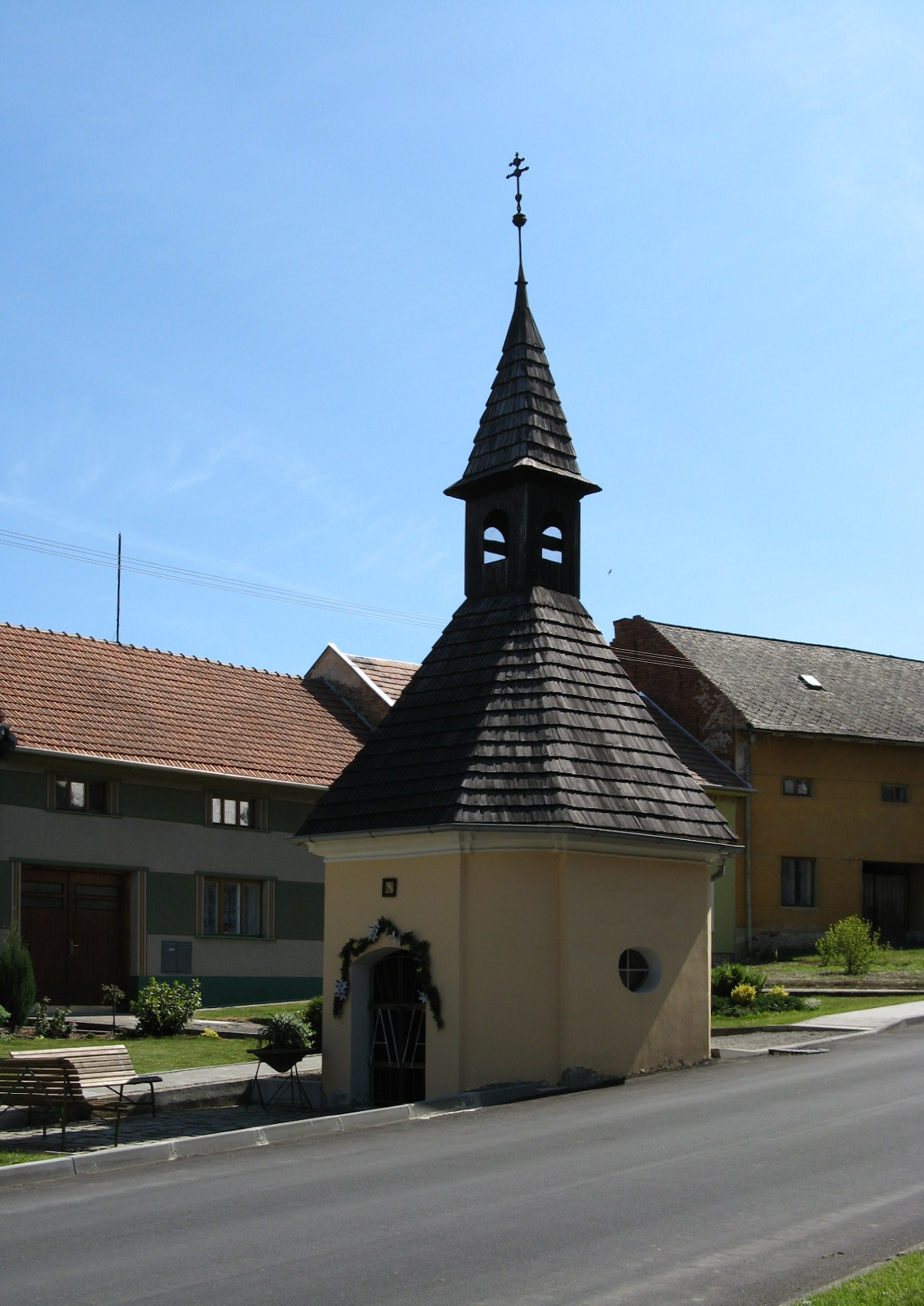
Kaple Panny Marie v Osíčanech
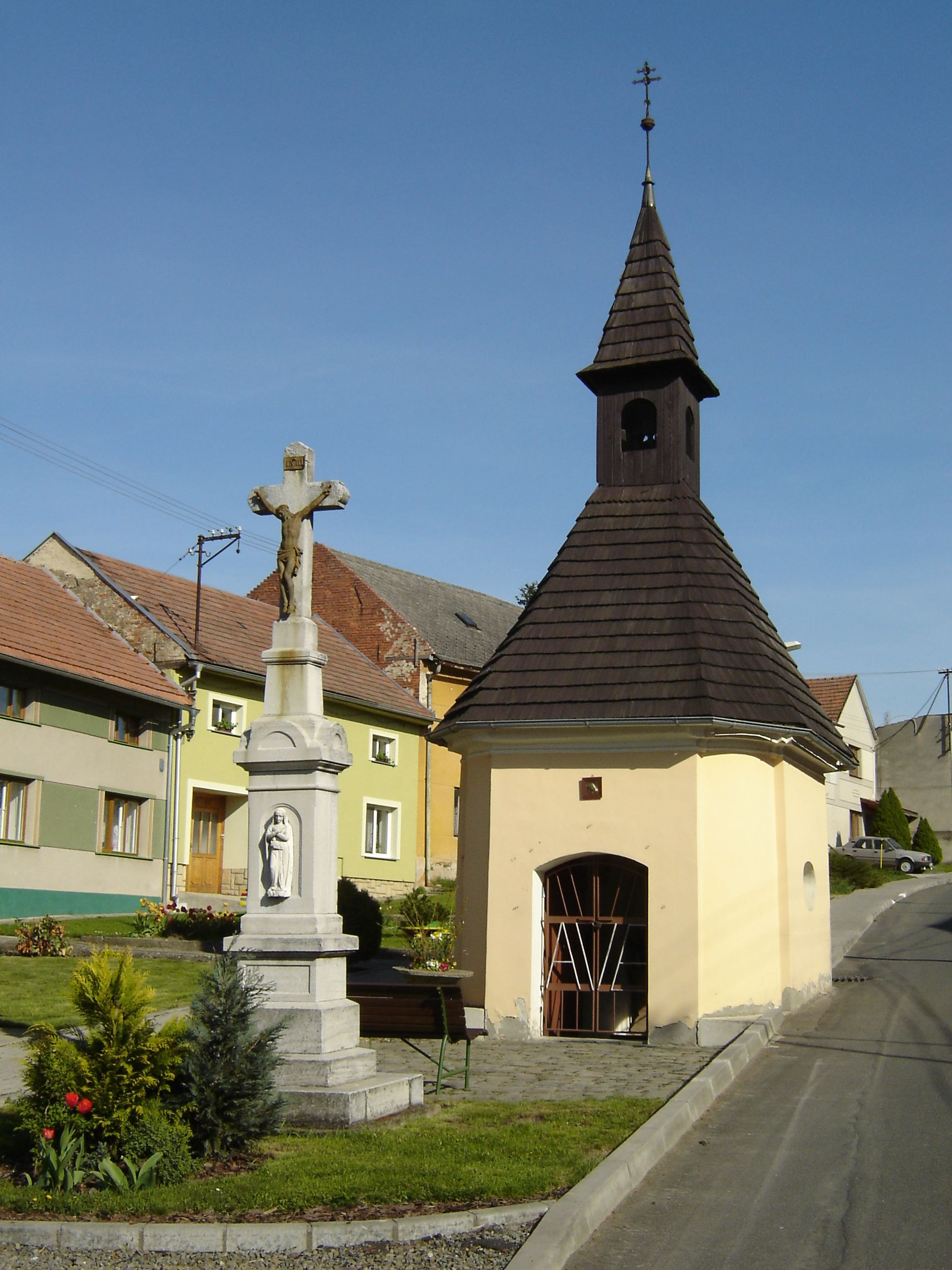
Kaple svatého Dominika
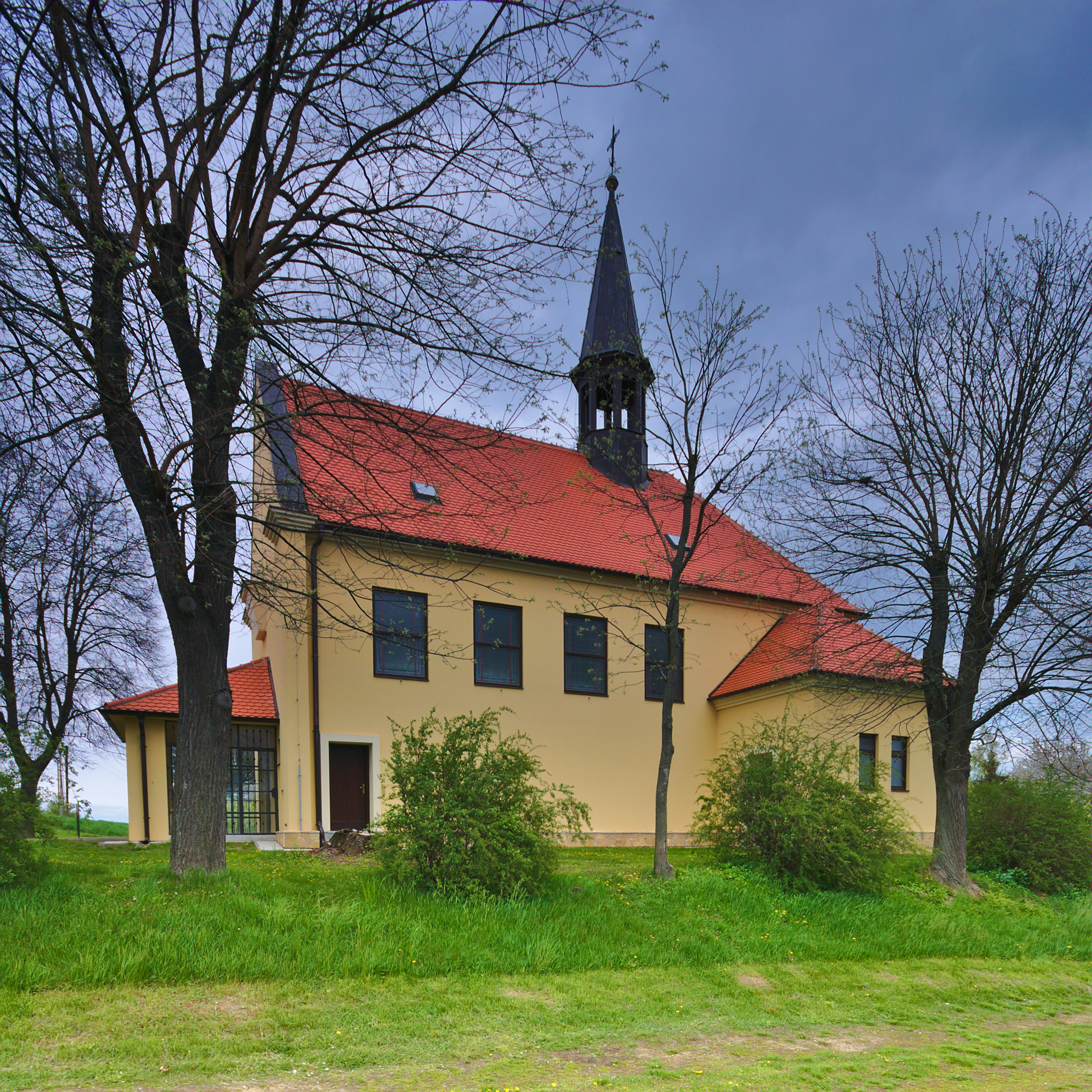
Kaple svatého Antonína Paduánského
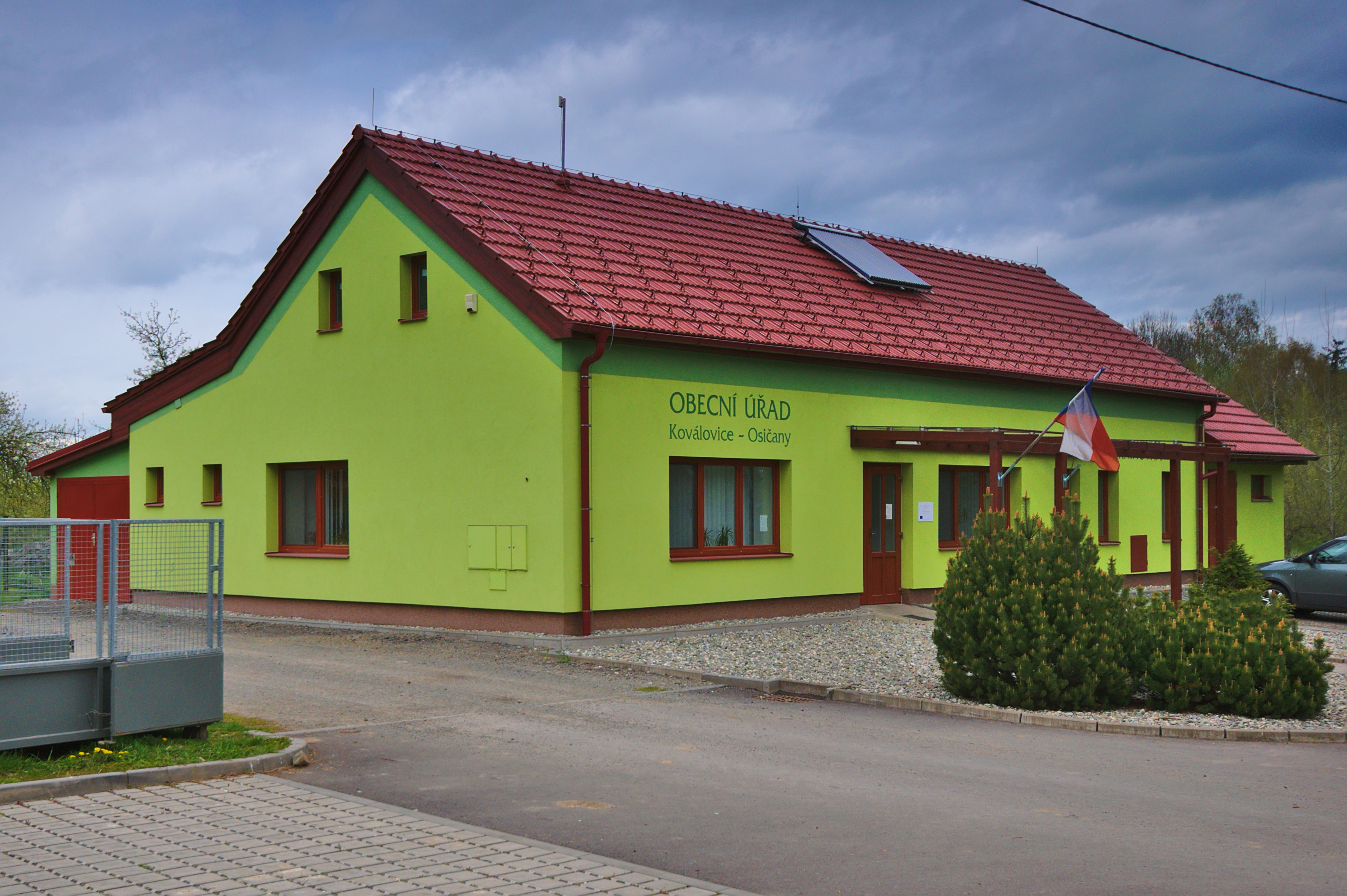
Obecní úřad
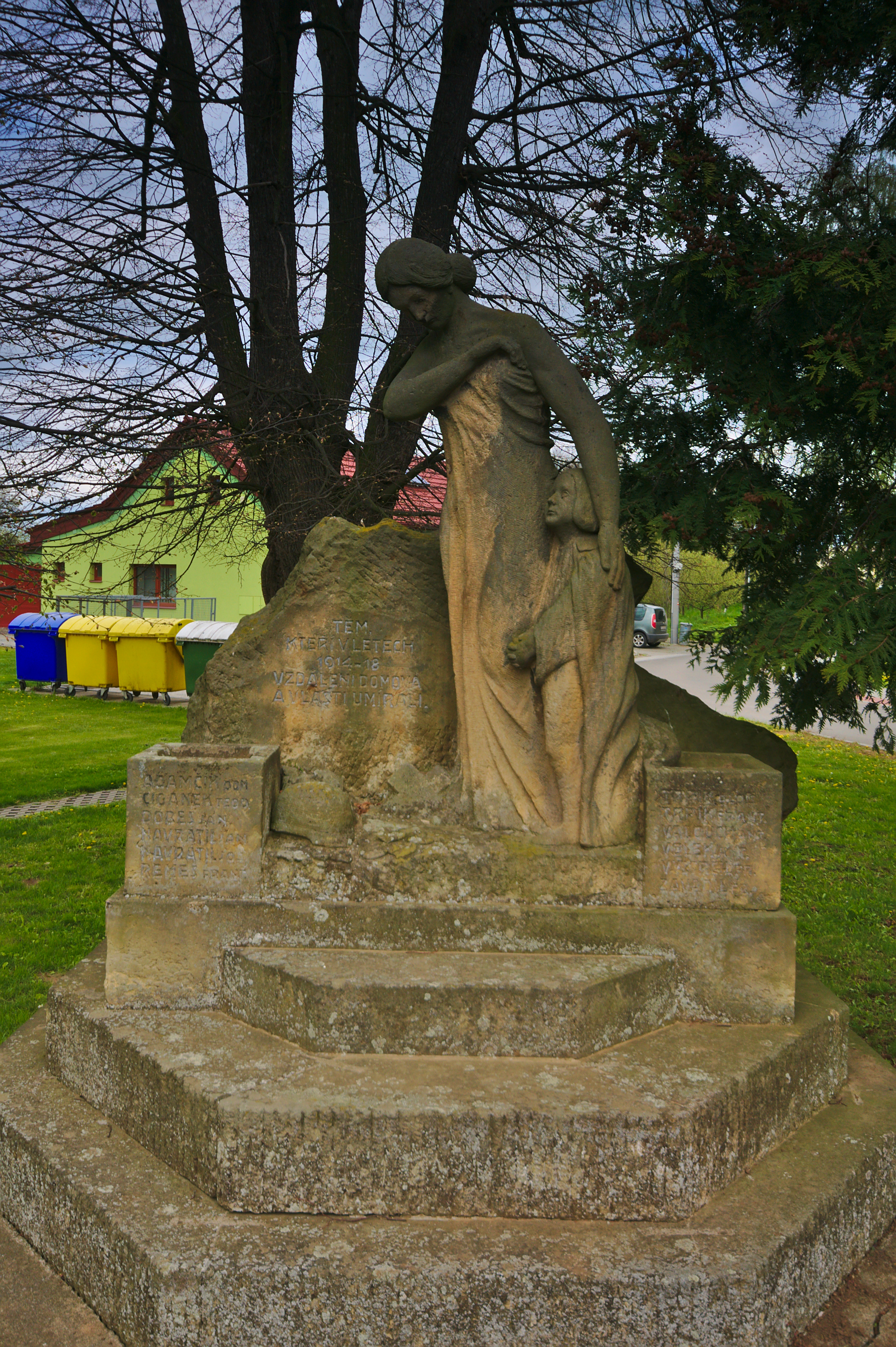
Památník obětem první světové války
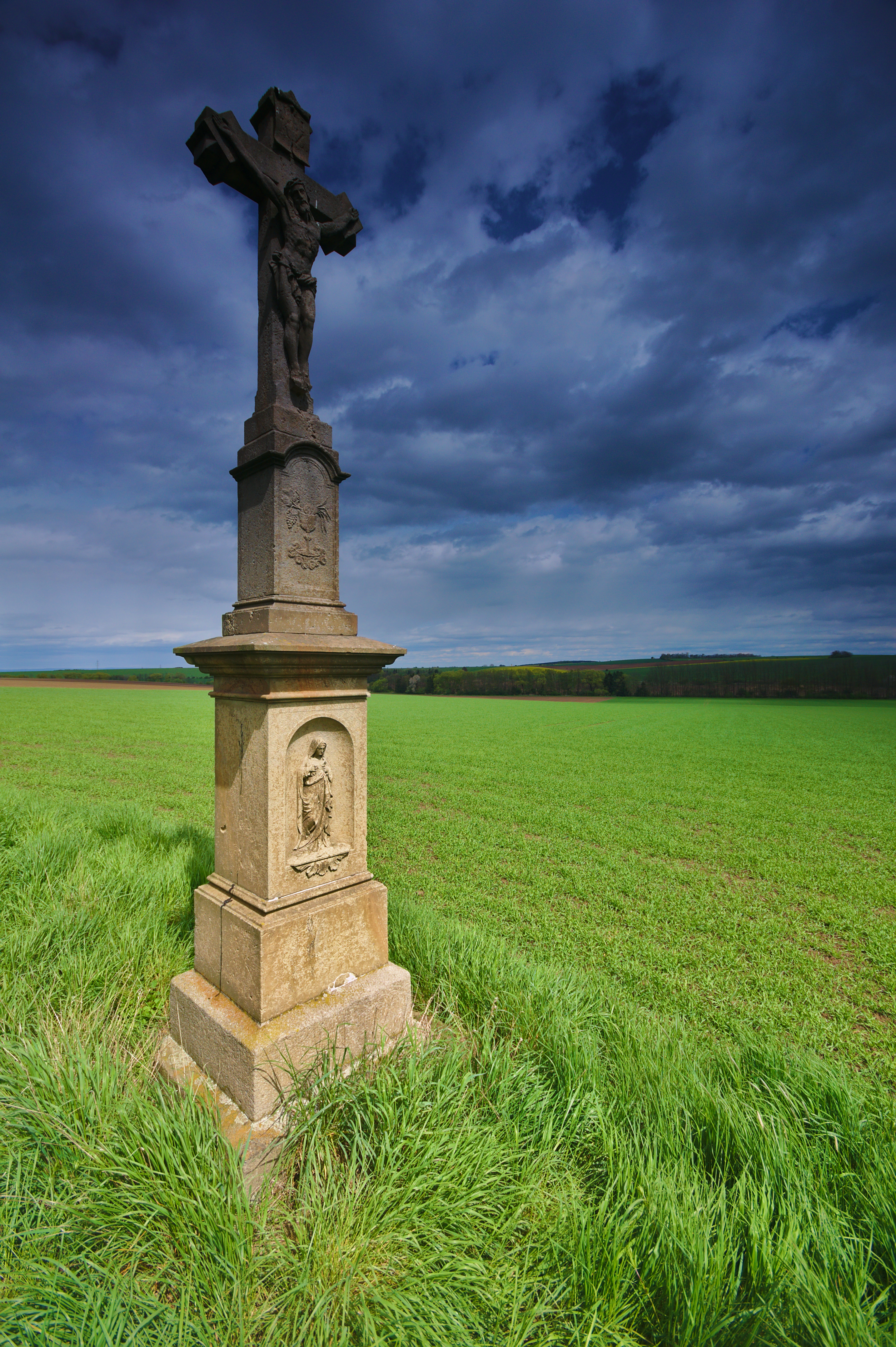
Kříž u silnice do Tištína
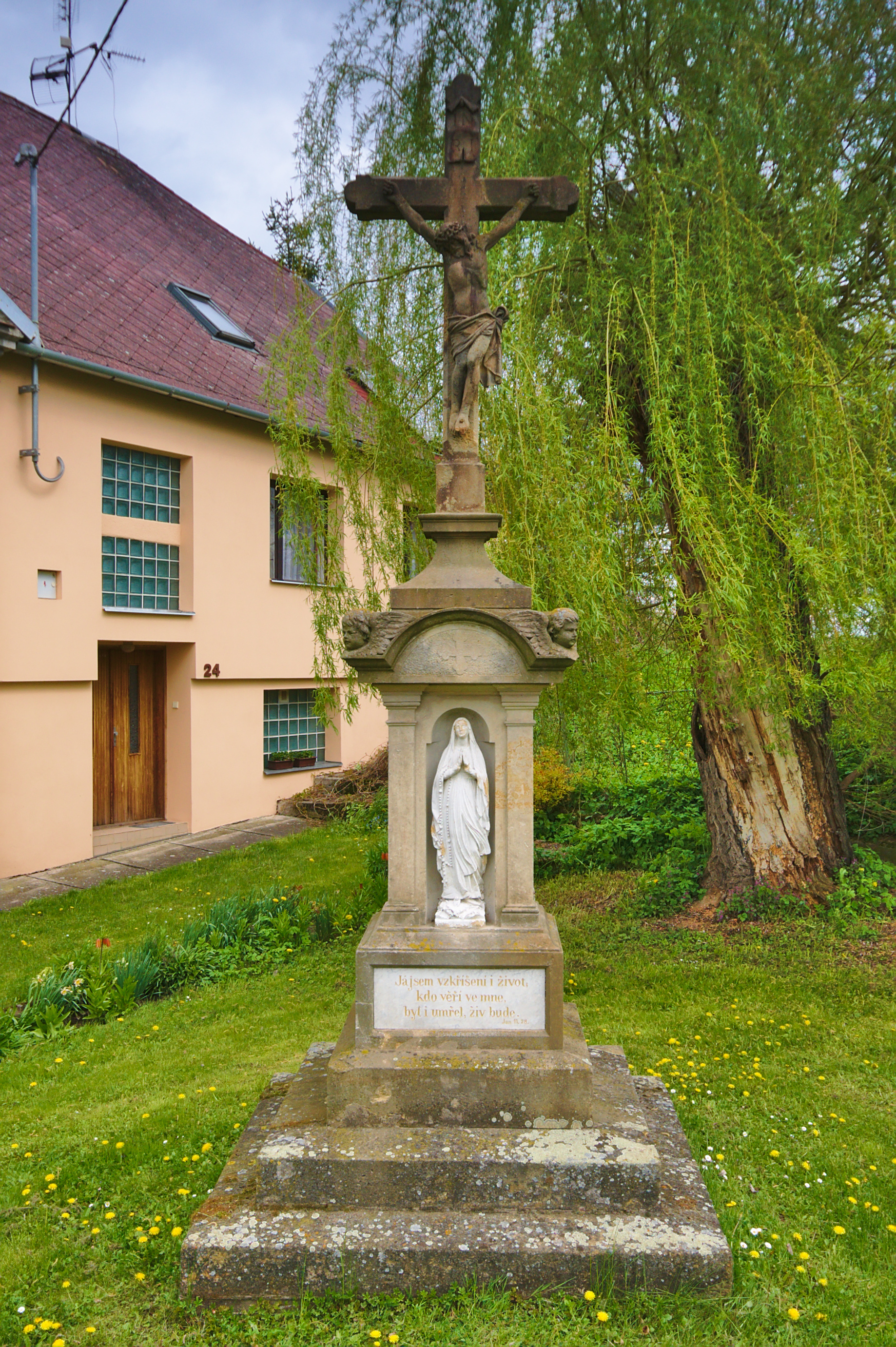
Kříž na návsi
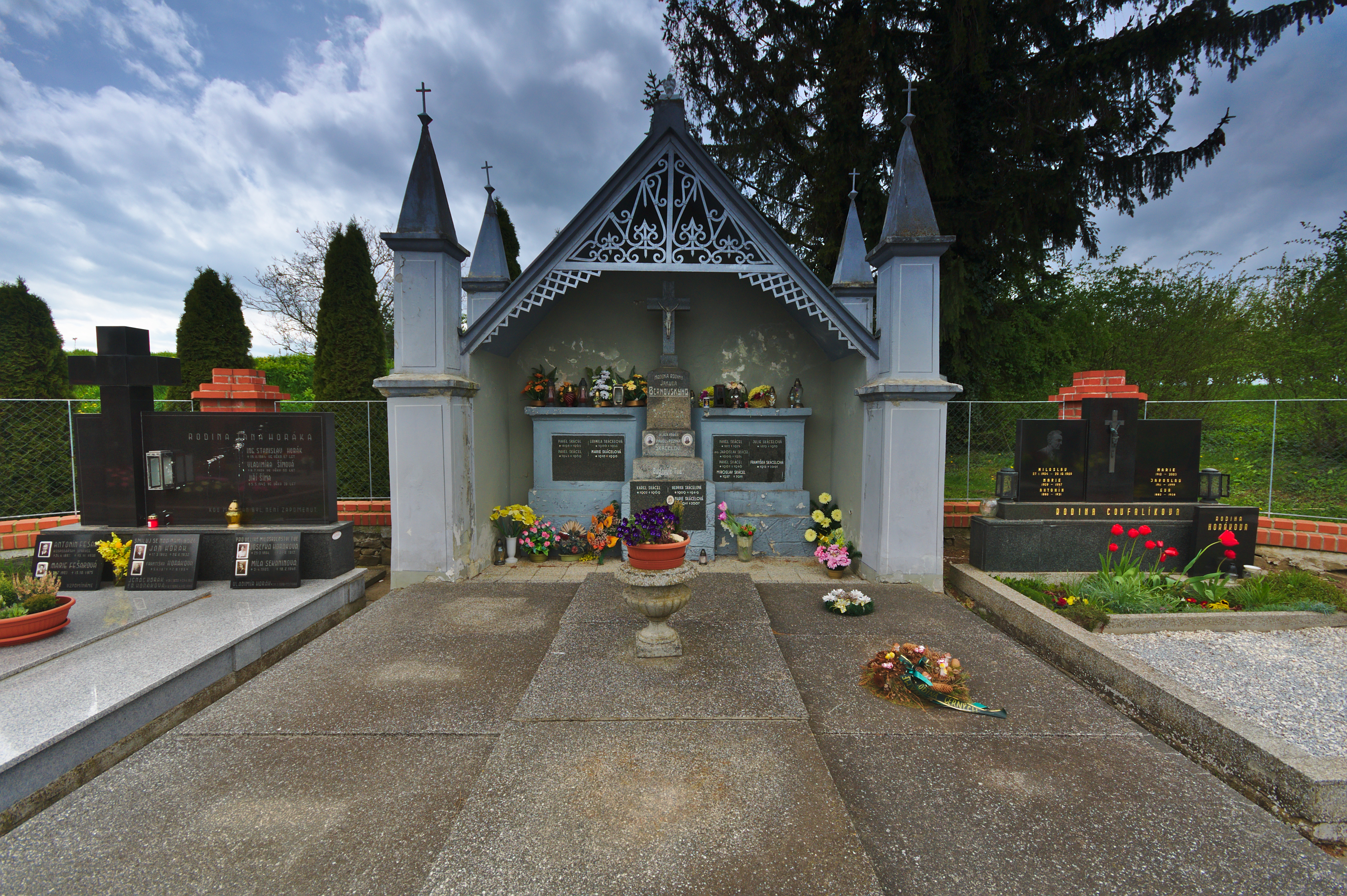
Hrobka rodiny Jakuba Bernovskýho